# Laura Carmine
Laura Carmine  (Cayey, Puerto Rico, 1983. április 2. –) amerikai-mexikói színésznő.

## Élete és pályafutása
Karrierjét 2008-ban kezdte az Un gancho al corazón című telenovellában, ahol Julia szerepét játszotta. 2009-ben a Vad szív című sorozatban Perla szerepét játszotta. 2010-ben a Camaleonesben tűnt fel, mint María José.
2011-ben kapta meg élete első főszerepét Mapat irányítása alatt a Ni contigo ni sin ti című telenovellában Eduardo Santamarina, Alessandra Rosaldo és Erick Elías oldalán. A szereppel TVyNovelas-díjat kapott legjobb új színésznő kategóriában.
2012-ben megkapta élete első negatív szerepét az Amor bravíóban.
2013-ban kettős szerepet játszott a ¿Quién eres tú? című sorozatban Julián Gil oldalán.

## Filmográfia
| Év        | Cím                              | Szerep                                              | Megjegyzés                    | Magyar hang     |
| --------- | -------------------------------- | --------------------------------------------------- | ----------------------------- | --------------- |
| 2008–2009 | Un gancho al corazón             | Julia                                               | debütáló szerep               |                 |
| 2009      | Vad szív (Corazón salvaje)       | Perla                                               | Mellékszereplő                |                 |
| 2009      | Az én bűnöm (Mi pecado)          | Dolores "Lola"                                      | vendégszereplő                |                 |
| 2010      | Camaleones                       | María José                                          | vendégszereplő                |                 |
| 2011      | Ni contigo ni sin ti             | Nicole Lorenti Tinoco                               | főszereplő                    |                 |
| 2012      | Por ella soy Eva                 | Camila                                              | vendégszereplő                |                 |
| 2012      | A szív parancsa (Amor bravío)    | Ximena Díaz Santos                                  | negatív szereplő              | Vágó Bernadett  |
| 2012–2013 | ¿Quién eres tú?                  | Natalia Garrido / Verónica Garrido de Esquivel      | főszereplő / negatív szereplő |                 |
| 2013      | A vihar (La tempestad)           | Esther "Esthercita" Salazar Mata / Ada de Contreras | negatív szereplő              | Mezei Kitty     |
| 2013–2014 | De que te quiero, te quiero      | Simona Verduzco                                     | mellékszereplő                |                 |
| 2015      | Ne hagyj el! (A que no me dejas) | Nuria Murat Álvarez                                 | negatív szereplő              | Farkasházi Réka |
| 2016      | Mámoros szerelem (Vino el amor)  | Lisa Santamaria de Robles                           | mellékszereplő                | Mezei Kitty     |
| 2017      | Mi adorable maldición            | Mónica Solana Pineda "Monique"                      | negatív szereplő              |                 |

## Díjak és jelölések
TVyNovelas-díj
| Év   | Kategória                  | Cím                  | Eredmény |
| ---- | -------------------------- | -------------------- | -------- |
| 2012 | Legjobb női felfedezett    | Ni contigo ni sin ti | Nyertes  |
| 2013 | Legjobb női mellékszereplő | A szív parancsa      | Jelölés  |
| 2016 | Legjobb női gonosz         | A que no me dejas    | Nyertes  |

People en Español-díj
| Év   | Kategória            | Cím     | Eredmény |
| ---- | -------------------- | ------- | -------- |
| 2013 | Legjobb női főgonosz | A vihar | Jelölés  |